# Fanny Anitúa
Fanny Anitùa (Durango, 28 gennaio 1887 – Città del Messico, 4 aprile 1969) è stata un contralto messicano.

## Biografia
Studiò inizialmente canto nella sua città natale, per poi trasferirsi a Città del Messico, perfezionandosi poi a Roma dal 1907.
Debuttò al Teatro Nazionale di Roma nel 1910 interpretando Orfeo dell'omonima opera di Christoph Willibald Gluck. Sempre a Roma nel 1911 è Pantalis in Mefistofele diretta da Luigi Mancinelli con Nazzareno De Angelis e Climene in Saffo con Hariclea Darclée e al Teatro La Fenice nel 1912 è Amneris in Aida diretta da Pietro Mascagni con Carlo Galeffi.
Cantò spesso al Teatro alla Scala di Milano, e si ricordano Erda nel Sigfrido wagneriano (stagione 1910-11), Etra nella prima esecuzione della Fedra di Ildebrando Pizzetti diretta da Gino Marinuzzi con Solomija Krušel'nyc'ka (stagione 1914-15), Končakovna ne Il principe Igor' di Aleksandr Porfir'evič Borodin diretta da Marinuzzi con Tito Schipa e Giuseppe Danise (nella prima della stagione 1915-16), e inoltre l'Orfeo ed Euridice di Gluck, Il trovatore e Un ballo in maschera di Giuseppe Verdi (stagioni 1923-26).
Cantò presso altri teatri italiani quali il Rossini di Pesaro e il Teatro Regio di Parma con Galeffi, Giuseppe Kaschmann e De Angelis ne Il barbiere di Siviglia (1916) e La Cenerentola (1920), e molto spesso nei teatri sudamericani, tra cui il Colón di Buenos Aires, in particolare come Olga nell'Eugenio Onieghin di Pëtr Il'ič Čajkovskij (1911) e come Amneris nell'Aida di Verdi (1939).
Viene considerata uno degli ultimi autentici contralti della storia del canto con note gravi, ampie e profonde, con una voce sonora e di notevole estensione e con una tecnica solida, grazie alla quale poté approcciarsi alla vocalizzazione rossiniana.
Svolse un'attività discografica ridotta, di cui si conservano un'edizione completa della Carmen e alcuni brani d'opera per l'etichetta Columbia.

## Repertorio
- Christoph Willibald Gluck
  - Orfeo ed Euridice
- Gioachino Rossini
  - Il barbiere di Siviglia
  - La Cenerentola
- Giuseppe Verdi
  - Aida
  - Il trovatore
  - Un ballo in maschera
- Richard Wagner
  - Sigfrido
  - Lohengrin
  - Tristano e Isotta
  - La Valchiria
- Georges Bizet
  - Carmen
- Aleksandr Porfir'evič Borodin
  - Il principe Igor'
- Pëtr Il'ič Čajkovskij
  - Eugenio Onieghin